# Piława Górna
Piława Górna é um município da Polônia, na voivodia da Baixa Silésia e no condado de Dzierżoniów. Estende-se por uma área de 20,93 km², com 6 602 habitantes, segundo os censos de 2016, com uma densidade de 315,4 hab/km².